# Малинино (Чкаловский район)
Мали́нино — деревня в Чкаловском районе Нижегородской области. Входит в состав Вершиловского сельсовета.

## Население
| 2002 | 2010 |
| ---- | ---- |
| 2    | ↗3   |